# Coinage Act of 1792
Pour les articles homonymes, voir Coinage Act.
Le Coinage Act of 1792 (en français, loi sur la monnaie de 1792), voté par le Congrès des États-Unis le 2 avril 1792, établit un « Hôtel des monnaies » appelé United States Mint et régule les pièces de monnaie des États-Unis. 
Le titre complet de la législation est : Loi établissant un Hôtel des monnaies, et régulant les pièces de monnaie courantes des États-Unis. Cette loi établissait le dollar comme la seule unité monétaire des États-Unis, le déclarait moyen de paiement légal, et créait pour la devise des États-Unis le premier système monétaire à subdivision décimale,.
Par cette loi, l'U.S. Mint devait être situé proche du siège du gouvernement des États-Unis, à Philadelphie. Les cinq dirigeants originaux étaient : un directeur, un essayeur, un fabricant de pièce en chef, un graveur, et un trésorier (différent du Secrétaire du Trésor des États-Unis). La Loi admettait qu'une même personne pouvait remplir à la fois les fonctions de fabricant de pièce en chef et de graveur. L'essayeur, le fabricant de pièce en chef et le trésorier étaient requis de déposer à leur entrée en fonction une somme de 10 000 $ auprès du secrétariat au Trésor.

## Historique
Bien que certaines des dispositions de la loi sur la monnaie de 1792 aient été ajustées avec le temps, la majorité des règles spécifiées dans cet acte sont restées effectives pendant de nombreuses décennies. Elle a surtout fourni un cadre de base pour toute la production de monnaies des années futures. Tandis que le projet de l'acte stipulait que toutes les pièces de monnaie utiliseraient un portrait du président des États-Unis sur la face, la version définitive avait besoin d'une image emblématique de la liberté. La loi autorisait également la construction d'un Hôtel des Monnaies à Philadelphie, la capitale de la nation en 1792. Ce fut le premier bâtiment fédéral érigé sous la constitution des États-Unis. Le premier directeur de l'Hôtel des Monnaies, David Rittenhouse, posa la première pierre du bâtiment le 31 juillet 1792.
Le 8 mai 1792 une Loi pour fournir des pièces en cuivre était signée par le président George Washington. Cette législation eu comme conséquence la naissance du cent en cuivre. La loi stipulait que « le directeur de l'Hôtel des monnaies… soit autorisé à passer des contrats pour acheter une quantité de cuivre, ne dépassant pas cent cinquante tonnes… qui doivent être transformées en cent et demi-cents… et qui doivent être payées au département du Trésor des États-Unis, et de là mises en circulation. » De plus, « aucune pièce de monnaie en cuivre à l'exception des dits cents et des demi-cents ne passera comme argent courant, ni ne sera payée ou offerte d'être payée ou reçue en paiement de n'importe quelle dette, demande, réclamation, motif ou toute autre chose. »

## Autorisation
La loi autorisait les pièces suivantes :
| Eagle           | 10 $    | 91,667 % or, 6 % argent, 2,33 % cuivre | 17,5 g   |
| Half eagle      | 5 $     | 91,667 % or, 6 % argent, 2,33 % cuivre | 8,75 g   |
| Quarter Eagles  | 2,50 $  | 91,667 % or, 6 % argent, 2,33 % cuivre | 4,37 g   |
| Dollar ou Units | 1 $     | 89,25 % argent, 10,75 % cuivre         | 26,96 g  |
| Half Dollars    | 0,50 $  | 89,25 % argent, 10,75 % cuivre         | 13,50 g  |
| Quarter Dollars | 0,25 $  | 89,25 % argent, 10,75 % cuivre         | 6,74 g   |
| Dime            | 0,10 $  | 89,25 % argent, 10,75 % cuivre         | 2,70 g   |
| Half Dismes     | 0,05 $  | 89,25 % argent, 10,75 % cuivre         | 1,35 g   |
| Cents           | 0,01 $  | 100 % cuivre                           | 17,105 g |
| Half Cents      | 0,005 $ | 100 % cuivre                           | 8,5525 g |

Les pièces de monnaie devaient contenir les inscriptions suivantes :
- Un côté devait avoir une impression emblématique de la liberté, avec l'inscription Liberté, et l'année de fabrication de la pièce.
- Sur le verso des pièces d'or et d'argent devait figurer la représentation d'un aigle avec l'inscription UNITED STATES OF AMERICA.
- Le verso des pièces de monnaie en cuivre devait comporter le montant écrit en lettres.

La loi définissait les rapports entre l'or et de l'argent ainsi : 15 unités d'argent pur équivalaient à 1 unité d'or pur. Ainsi, pour obtenir un kilo d'or, on devait fournir 15 kilos d'argent.
Toute personne pouvait apporter des lingot d'or ou d'argent et obtenir en contrepartie un montant équivalent en pièces, gratuitement ou en échange d'honoraires.
Des mesures de contrôle de qualité furent mises en application pour mesurer la masse d'or et d'argent utilisée pour produire les pièces, trois pièces de monnaie étaient mises de côté par le trésorier. Chaque année, le dernier lundi de juillet, sous l'inspection du juge en chef des États-Unis, le secrétaire et le contrôleur du trésor, le secrétaire d'État des États-Unis, et le procureur général des États-Unis, les pièces de monnaie devaient être analysées, si elles ne réunissaient pas les normes établies, les dirigeants étaient renvoyés. De plus, la peine infligée pour la fraude ou le détournement par des dirigeants ou des employés de l'Hôtel des monnaies était la peine de mort.
La loi spécifiait surtout que le dollar était la monnaie de compte des États-Unis, et ordonnait que tous les comptes du gouvernement fédéral soient exprimés en dollars, dime, cents et millime, un millime étant un dixième d'un cent ou un millième d'un dollar (ce 1/1000 comptable fut rendu obsolète dès le milieu du XIXe siècle).
Sous cette loi, le contenu d'argent d'un dollar était presque égal à 1/5e du poids en argent métal de la livre sterling anglaise, soit l'équivalent au change de 4 shillings ; en 1800, la base d'échange du dollar à Paris fut de 5 francs germinal et 39 centimes.